# Colorado College
Colorado College, CC, är ett amerikanskt privat college som ligger i Colorado Springs, Colorado och hade totalt 2 450 studenter (2 339 undergraduate students och 111 postgraduate students) för 2014. Colleget ingår i collegesystemet Associated Colleges of the Midwest.
CC grundades 1874 efter att både mark donerades och finansiering säkrades av industrimannen general William Jackson Palmer, som grundade järnvägsbolaget Denver and Rio Grande Railroad och staden Colorado Springs.
De tävlar med 18 collegelag i olika idrotter via deras idrottsförening Colorado College Tigers.

## Alumner
| Aktivist - Mary Cheney Ämbetsman - Lori Garver Ekonomer - James Heckman Filantroper - Lukas Walton Film/TV - Dee Bradley Baker - Ken Curtis - Marc Webb - Dean Winters Författare - Lynne Cheney Idrottare - Richard Bachman - Brian Connelly - Joey Crabb - Peggy Fleming - Andre Gambucci - Jack Hillen - David Jenkins | - Hayes Alan Jenkins - Doug Lidster - Curtis McElhinney - Hunter McKown - Gustav Olofsson - Toby Petersen - Tom Preissing - Nate Prosser - Chad Rau - Brian Salcido - Jaden Schwartz - Marty Sertich - Jaccob Slavin - Josiah Slavin - Brett Sterling - Colin Stuart - Mark Stuart - Bill Sweatt Politiker/offentlig förvaltning - Diana DeGette - Ken Salazar - Helen Stevenson Meyner Vetenskapshistoriker/teoretiker - Donna Haraway |